# Johannes Nikolaus Tetens
Johannes Nikolaus Tetens   (Tetenbüll, 16 de setembre de 1736 - Copenhaguen, 17 d'agost de 1807) va ser un filòsof, matemàtic i científic germano-danès. Tetens va publicar nombrosos escrits en el camp de les matemàtiques, la física, la jurisprudència, psicologia i filosofia. Passa per ser un dels més significatius representants de la Il·lustració alemanya.

## Vida
Fill d'un hostaler, va estudiar a Rostock i a Copenhaguen. Es va doctorar el 1760, després d'haver adquirit en 1759 el grau de mestre. Va presentar la seva sol·licitud davant la recentment fundada Universitat de Bützow, on va ser nomenat professor de Física el 1763, fent-se càrrec el 1765 del rectorat del Paedagogium.
Durant aquests anys, va escriure diversos tractats sobre temes diversos, que anaven des del color del cel a l'existència de Déu, passant per l'origen del llenguatge. Després d'aquest període polígraf de formació, Tetens va tornar a investigacions més fonamentals: després d'haver llegit l'obra de David Hume, la va popularitzar al món germanòfon.
Després va acudir a la crida a la Universitat de Kiel, on va ensenyar des del 1776 matemàtiques i filosofia. Tetens va ser escollit membre de la Reial Acadèmia de les Ciències a Alemanya i també, el 1787, de la Societat Danesa de les Ciències.
Però el 1789 va interrompre la seva carrera acadèmica i es va establir a Copenhaguen. Allà va entrar al servei públic i va passar d'assessor al Finanzcollegium a director del Finanzkassendirektion. En 1790 va rebre el nomenament de conseller d'Estat (Etatsrat), el 1792, el de conseller efectiu d'estat (Wirklicher Etatsrat) i després el de conseller de conferències (Konferenzrat). Va arribar a ser, el 1803, codirector del Banc Real, de la Caixa de Pensions, de la Caixa de Pensions per Vídues i l'Institut de Subministraments de Copenhaguen.
En aquesta última època, es va interessar en la matemàtica pura així com a l'aplicada. El seu interès en l'àlgebra de polinomis procedia de la seva pertinença a l'escola combinatòria alemanya de Carl Friedrich Hindenburg, Christian Kramp i d'altres. La seva obra de matemàtiques aplicades es va concentrar en les matemàtiques actuarials.

## Pensament
Tetens va ser influït per Christian Wolff i després per John Locke i l'empirisme anglès. Era un dels més destacats a Alemanya a l'hora d'analitzar els treballs de David Hume. Gràcies a la seva posició fenomenalista, va exercir un considerable influx sobre Immanuel Kant (qui, al seu torn, havia influït sobre Tetens amb la seva Dissertació inaugural de 1770). Mentre treballava en la redacciço de la Crítica de la raó pura, el llibre de Tetens estava sempre a l'escriptori de Kant. La terminologia de Kant, que va semblar completament innovadora per als seus contemporanis, estava en part marcada pel segell de Tetens.
Va emprendre la tasca de dur a terme una «anàlisi psicològica de l'ànima» segons mètodes propis de les ciències naturals. Volia determinar les facultats de l'ànima, sent el primer a establir les distincions de pensament, sentiment i voluntat. Els seus treballs sobre filosofia del llenguatge van aconseguir un alt grau de reconeixement .
La seva obra principal són els Assajos filosòfics sobre la naturalesa humana i el seu desenvolupament (Philosophische Versuche über die menschliche Natur und ihre Entwickelung, 1777), que ja pel títol recorden l'obra principal de Hume, Tractat de la naturalesa humana, els seus contemporanis tenien a Tetens com el «Hume alemany». En aquesta obra intentava enllaçar l'empirisme de Hume amb la filosofia acadèmica alemanya (Leibniz i Wolff), una intenció que compartia amb Kant.

## Tetens i les ciències actuarials
El llibre Einleitung zur Brechnung der Leibrenten und Anwartschaften, publicat a Leipzig el 1785 (Part I) i 1786 (Part II) va ser una fita de la ciència actuarial. Conté una extensa síntesi de l'obra prèvia sobre el tema, des de la taula de mortalitat d'Edmund Halley fins a les Observations on reversionary payments de Richard Price. Els actuaris li reconeixen per haver presentat la primera mesura de risc (el Risico der Casse); a més, ofereix certs indicis de l'estadística matemàtica: utilitzant una aproximació de la distribució binomial, Tetens va intentar computar el nivell de confiança d'un procediment de mostreig donat.

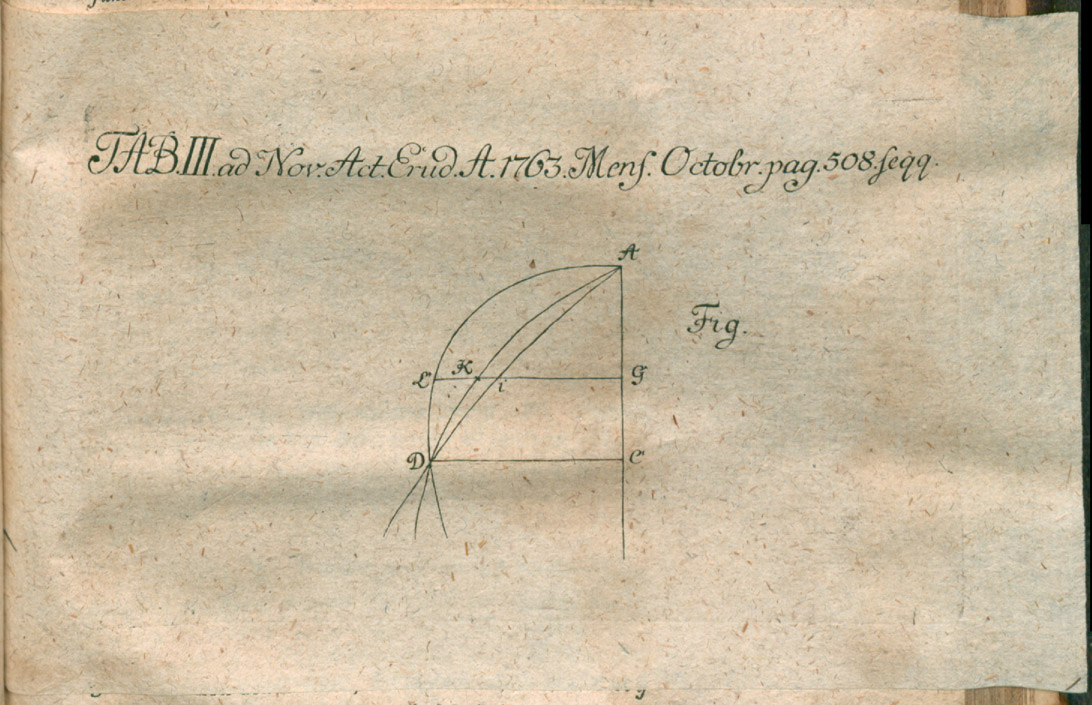
Illustració de Methodus inveniendi curvas... (Acta eruditorum, 1763)

## Obres
- Gedanken von einigen Ursachen, warum in der Metaphysik nur wenige ausgemachte Wahrheiten sind, 1760.
- Abhandlungen von den Beweisen des Daseins Gottes, 1761.
- Über den Ursprung der Sprache und der Schrift, 1772. Reimpr.: Frankfurt a.M., Minerva-Verlag, 1985. (ISBN 3-86598-317-0)
- Über die allgemeine speculativische Philosophie, 1775.
- Philosophische Versuche über die menschliche Natur und ihre Entwicklung, 1777, 2 tomos.
- Einleitung zur Berechnung der Leibrenten und Anwartschaften, 2 parts, Leipzig 1785-1786.
- Reisen in die Marschländer der Nordsee, 1788